# Gun-Galuut Nature Reserve
Gun-Galuut Nature Reserve (russisch Ган-Галуут, Mongolia Gu̇n-Galuutaĭn Oron Nutgiĭn Tusgaĭ Khamgaalalttaĭ Gazar) ist ein Naturschutzgebiet in der Mongolei. Es liegt ca. 130 km südöstlich der Hauptstadt Ulaanbaatar und zeichnet sich durch eine große Diversität seiner Ökosysteme aus, obwohl es nur eine relativ kleine Fläche umfasst. Der Komplex aus hohen Bergen, Steppe, Flüssen, Seen und Sümpfen hat seine Ursprünglichkeit bewahrt.

## Geographie
Das Naturschutzgebiet liegt südlich von Baganuur und Galuutayn Bayshing nahe der Grenze des Töw-Aimag zu Chentii. In seinem Gebiet liegen die Berge Baits und Berkh, die Seen Ikh-Gun und Ayaga-Gun und der Fluss Cherlen, der längste Fluss der Mongolei bildet die Ostgrenze des Gebiets. Der Tsengiin Burd-Sumpf ist ein wichtiges Habitat für Sumpf- und Wasservögel.

## Fauna
Bisher ist das Gebiet wenig erforscht. Dennoch konnten immerhin 63 Säugetierarten, 81 Vogelarten, drei Amphibien und 38 Fischartenermittelt werden, von denen einige national und international gefährdete Arten sind. Zu den häufigeren Tieren gehören Wolf, Sibirisches Murmeltier, Souslik (Erdhörnchen7Ziesel), Hecht, Wühlmaus, Fuchs, Steppenfuchs und Springmäuse. Zu den weltweit bedrohten Tierarten gehören Argali (Bergschafe), Schneekranich, Weißnackenkranich, Mönchskranich, Mönchsgeier und Schwanengans. Außerdem kommen Singschwan, Schwarzstorch, Silberreiher, Streifengans, Bartgeier und Beutelmeise vor.